# Elficologie
Vous lisez un « bon article » labellisé en 2017.

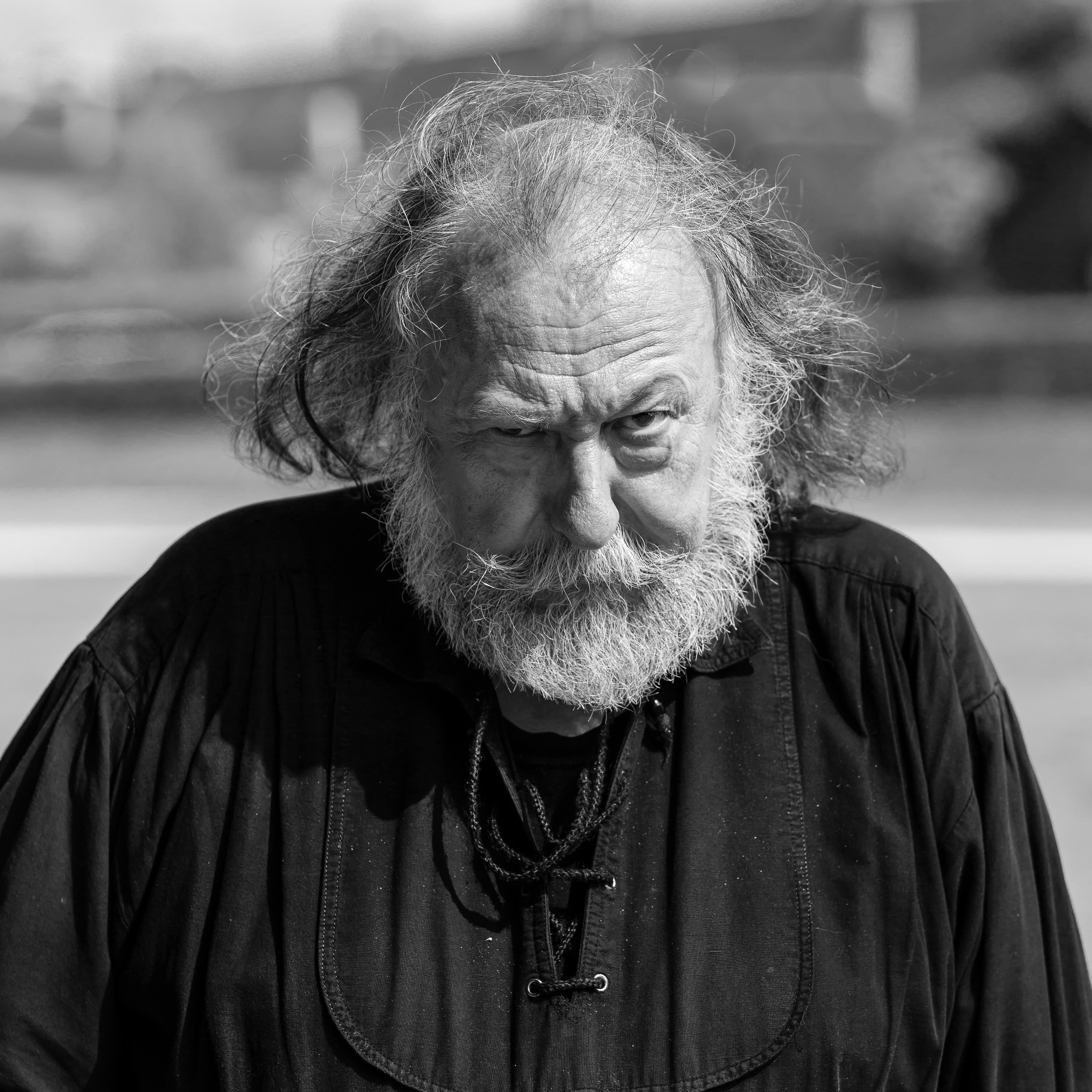
Pierre Dubois, créateur du terme « elficologie ».

Elficologie est un néologisme créé par l'écrivain français Pierre Dubois pour désigner l'étude des elfes et du petit peuple (lutins, nains...) issu des folklores, des contes et des mythologies. Il témoigne l'avoir employé pour la première fois vers 1967, afin de fournir une réponse aux journalistes qui lui demandaient sa profession. À l'origine simple blague, le terme d'« elficologie » s'est popularisé à travers les ouvrages, les contes, les conférences et surtout les interviews de Pierre Dubois, en particulier après son utilisation lors d'un Bouillon de culture de Bernard Pivot, le 13 décembre 1996. 
L'elficologie, dans sa définition d'étude du petit peuple, peut faire appel à la zoologie, à la botanique, mais aussi à une forme de « conscience magique » impliquant une vision enfantine du monde, et à un certain humour. Pierre Dubois en parle souvent comme d'une « écologie de l'âme ». Ce néologisme est désormais accepté et repris dans d'autres ouvrages, notamment ceux d'Édouard Brasey, et dans la série de bandes dessinées Souvenirs d'un Elficologue. Il a servi à baptiser le « Centre des légendes et d'elficologie en Ardenne », situé aux Hauts-Buttées.

## Étymologie
Ce néologisme est formé du mot français « elfe », et du grec ancien λόγος, logos, qui signifie « étude ». « Elficologie » désigne étymologiquement l'étude des elfes, et par extension de toutes les créatures de la mythologie nordique et du folklore païen, comprenant notamment les lutins, trolls, gnomes et assimilés. L'elficologue est quant à lui le « connaisseur de la matière elfique ». Le mot relève d'une construction néo-classique, s'agissant d'une invention récente qui s'appuie sur une racine linguistique ancienne.

## Définition
Pierre Dubois  définit souvent l'elficologie comme étant l'« écologie de l'âme », c'est-à-dire une pratique permettant de retrouver une certaine harmonie avec la nature. En réponse à une interview dans la Revue des Deux Mondes en mars 2004, il déclare : « J'ai choisi ce mot d'« elficologue » pour tenter d'expliquer ma démarche, mon vagabondage dans des mondes qui se créent au fur et à mesure de mes explorations ». D'après lui, l'elficologue doit se montrer à la fois « zoologue, botaniste et magicien, voire spadassin et quelque part, alchimiste ». Avant tout, il le décrit comme un aventurier qui accepte d'« entrer dans un monde où il n'est jamais possible de cerner les êtres ». Il en parle aussi comme d'une « science sauvage », une « philosophie magique ». 
Pierre Dubois déclare être plutôt « du côté des elfes que de celui des hommes », et commettre des oublis ou laisser « des erreurs volontaires » dans ses textes, afin que ses lecteurs puissent « prendre des risques, frôler et apprendre la limite ». Il ne définit pas l'elficologie comme étant une « science ». Il insiste sur la pensée magique, citant en exemples les textes de Gaston Bachelard et Carl Gustav Jung : « Pour chaque élément il y avait une légende. On disait autrefois que les bêtes « parlaient ». C'est faux bien sûr, elles ne « parlaient » pas, mais on comprenait leur langage. Il y avait vraiment une harmonie. La pensée magique donnait une explication des choses. Elle allait directement au but et c'est pour cela qu'il y avait une possibilité de dialogue entre l'homme et la nature ». Il cite le révérend Robert Kirk (auteur de La République mystérieuse) comme « le premier elficologue », et comme un exemple des dangers inhérents à l'étude des elfes : en effet, sa légende veut qu'il ait été emprisonné par les elfes pour avoir trop dévoilé leurs secrets. Par ailleurs, l'universitaire anglaise Katharine Briggs, auteur de plusieurs ouvrages consacrés à la féerie, est l'une de ses sources d'inspiration.
Les ouvrages de Dubois appuient l'importance d'une conscience magique enfantine dépourvue des notions de hiérarchisation ou de préférence, et incitent à conserver cette vision du monde. Ainsi, dans l'introduction de l'ouvrage Leçons d'elficologie (présenté comme un manuel scolaire), il encourage les enfants qui s'ennuient à l'école à laisser leur imagination s'exprimer dans la marge de leurs cahiers, comparant cette marge à « la haie et la lisière des autres mondes : des royaumes enchantés ». Ces Leçons d'elficologie comportent des informations relatives aux lieux mythologiques et légendaires (Niflheim, le Sidh, Agartha, Brocéliande...) ainsi qu'aux îles enchantées (Avalon...), aux moyens d'y entrer, et aux dates auxquelles les frontières de ces autres mondes sont réputées s'ouvrir. Il traite également des « différentes espèces et civilisations de l'autre monde », notamment fées, elfes, nains et démons. Il détaille l'imaginaire attaché aux biotopes (eaux douces, mer, campagne). L'ouvrage contient ensuite une Histoire légendaire inspirée notamment de la légende arthurienne, et des informations sur des personnages légendaires célèbres (Obéron, Merlin...). Il se conclut par des leçons de choses détaillant plus particulièrement l'imaginaire et les croyances rattachées aux végétaux, aux animaux, à la magie, à l'alchimie et aux saisons.
D'après la docteure en littérature Noémie Budin, spécialiste de l'imaginaire féerique, dans cet ouvrage, Pierre Dubois « déplore le désenchantement du monde par un être humain qui, en grandissant, perd foi en toutes les belles choses de son univers, qu'il s’agisse des êtres merveilleux ou des œuvres artistiques ». L'elficologue invite à « voir les enchantements du monde et développer une nouvelle vision de l’univers basée sur d’autres normes ». Ses ouvrages encyclopédiques traitant d'elficologie proposent « de classer de façon logique, voire scientifique, des personnages qui proviennent de l'imaginaire ». Cependant, la difficulté qu'a rencontré Pierre Dubois pour trouver une maison d'édition montre selon elle que « la littérature féerique n’était pas prise au sérieux par les professionnels du secteur littéraire ». Elle qualifie les œuvres d'autres auteurs d'« elficologiques », dans la mesure où elles proposent d'expliquer « des faits réels ou réalistes », tels que la construction de la Tour Eiffel ou la rondeur de la Terre, par l'intervention de créatures du petit peuple.

## Création
Pierre Dubois commence à rassembler des informations sur le petit peuple (ce qu'il appelle son « travail d'elficologue ») en 1967, lorsque lui vient l'idée d'écrire des encyclopédies à ce sujet,. Il effectue du collectage, notamment dans les campagnes, pour recueillir les témoignages de vieilles personnes sur les légendes locales. Il consulte des ouvrages sur le sujet des fées, des lutins et des elfes dans de nombreuses bibliothèques. Lassé de répondre à la question de son métier, Pierre Dubois commence à se présenter comme un « elficologue ». Le néologisme étant de son invention, il est « elficologue auto-proclamé ». Bien que la date évoquée soit 1967, l'époque des premières utilisations du néologisme n'est pas connue avec précision. Dans ses textes, il dit être inspiré par « un elficologue du nom de Petrus Barbygère », qui n'est autre que lui-même. Barbygère aurait écrit un ouvrage, les Chroniques alfiques, « un livre fictif comme le Necronomicon de Lovecraft ».
Pierre Dubois avoue plus tard qu'il s'agit d'une blague à laquelle ont cru les journalistes qui l'interrogeaient. L'invention du terme « elficologie », qui sonne comme le nom d'une science, lui évite de répondre « qu'il cherche des traces d'elfes et de lutins » ou « écrivain », lorsqu'on lui demande sa profession,. « Elficologie » devient au fil des années un mot « sérieux » pour décrire l'étude du petit peuple, spécialité qui n'avait auparavant pas de dénomination précise en langue française. D'après la thèse en littérature de Noémie Budin, il faut attendre le milieu des années 1980 pour que les premières œuvres de Pierre Dubois et René Hausman (notamment Laïyna) touchent le grand public, en particulier la jeunesse, mais « 1992 semble apparaître comme l’année du véritable renouvellement du Petit Peuple dans la littérature de jeunesse francophone ». Toujours d'après elle, « la création de cette science qu’est l'elficologie traduit donc un changement de paradigme : la conception qu'a notre société [française] de cette matière qu’est la féerie en ressort totalement bouleversée ».

## Popularisation

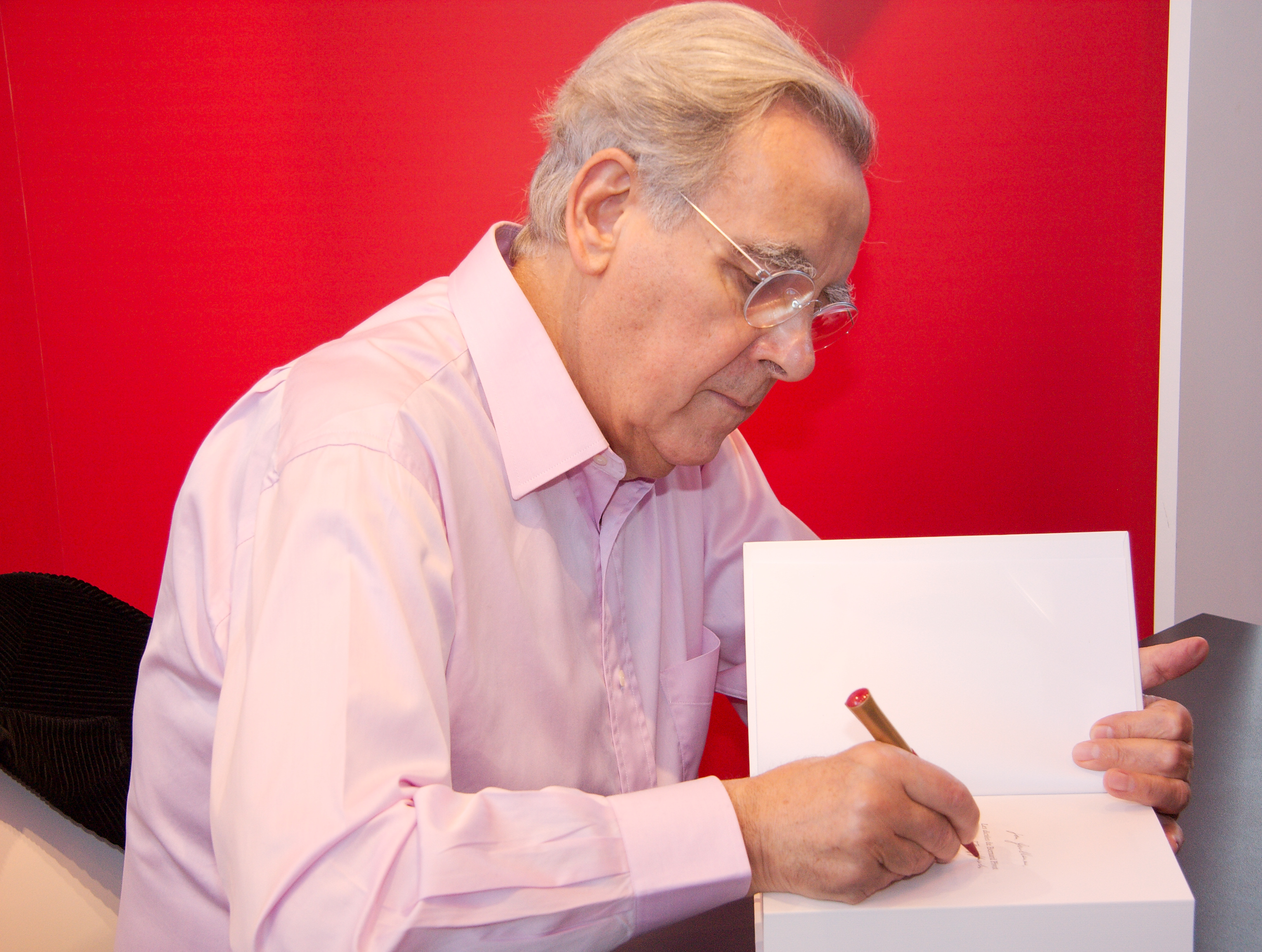
La popularisation du mot « elficologie » provient vraisemblablement d'une interview de Pierre Dubois par Bernard Pivot.

Pierre Dubois écrit une série d'ouvrages consacrée au petit peuple à partir de 1992, ses encyclopédies étant les premières du genre en français. Il joue un grand rôle dans « le renouvellement contemporain de la Féerie, à travers la création de la notion d'elficologie et des œuvres qui allient une authenticité folklorique aux goûts et aux problématiques modernes ».
La popularisation du mot « elficologie » provient vraisemblablement d'une blague lors d'une interview avec Bernard Pivot, au sujet de son ouvrage La Grande Encyclopédie des lutins,. Il s'y présente comme étant un « elficologue ». Comme le souligne Noémie Budin, « le terme se popularise très rapidement après la diffusion de l'émission », ce qui témoigne de « l’intérêt grandissant pour la
thématique féerique ». Pierre Dubois est invité sur différentes conférences (y compris dans des universités, bien qu'il ne soit pas chercheur) pour parler de son sujet,. 
En 1998, Pierre Dubois apparaît dans le documentaire Il était une fée, diffusé sur France 2. Accompagné d'autres spécialistes du sujet, notamment le chercheur Claude Lecouteux, il s'y présente aussi comme un « elficologue ». En l'an 2000, Édouard Brasey évoque dans un article de L'Express les « traités d'elficologie » parus au sujet des fées. En 2003, Pierre Dubois est également présenté comme « L'Elficologue » dans un article de Livres Hebdo. Après que la définition de l'elficologie s'est fait connaître, Pierre Dubois reçoit des lettres d'enfants qui lui demandent « comment devenir elficologues », jusqu'à une centaine par an. Il écrit à leur intention l'ouvrage Leçons d'elficologie, paru en 2006,,. Le succès éditorial de ses trois encyclopédies (vendues chacune à plus de 60 000 exemplaires) lui permet également de « gagner ses galons d’elficologue ».
Pierre Dubois étant le créateur du mot, c'est généralement à lui que se réfère le titre d'« elficologue ». Il est cité dans La Quinzaine littéraire en tant que créateur des « Sciences elficologiques ». Le personnage de Petrus Barbygère (soit « Pierre le Barbu ») est cité comme un elficologue dans la bande dessinée homonyme, scénarisée par Pierre Dubois avec Joann Sfar. Ce néologisme gagne aussi la culture populaire grâce à d'autres artistes et auteurs qui le reprennent. Si l'étude du petit peuple est une spécialité rare en France, les pays scandinaves connaissent une situation différente. Une école islandaise existe depuis 1991 à Reykjavik pour promouvoir l'étude de ces créatures. Elle délivre un diplôme d'« études et recherches sur les elfes et autres peuples invisibles », ce qui correspondrait en français à un diplôme d'elficologie. En vingt ans, 8 000 personnes l'ont décroché,.

## Réutilisation par d'autres auteurs et artistes
D'autres personnes que Pierre Dubois se sont mises à utiliser le néologisme « elficologie ». Il a été mis en valeur pendant le festival du Printemps des Légendes de Monthermé. Non loin, aux Hauts-Buttées, existe un « centre des légendes et d'elficologie en Ardennes », dont Pierre Dubois est le parrain. Richard Ely et Amélie Tsaag Valren l'emploient dans le Bestiaire fantastique & créatures féeriques de France. En théâtre, un spectacle intitulé « Une leçon d'elficologie » a été mis en scène par la compagnie Satara.

### Par Édouard Brasey

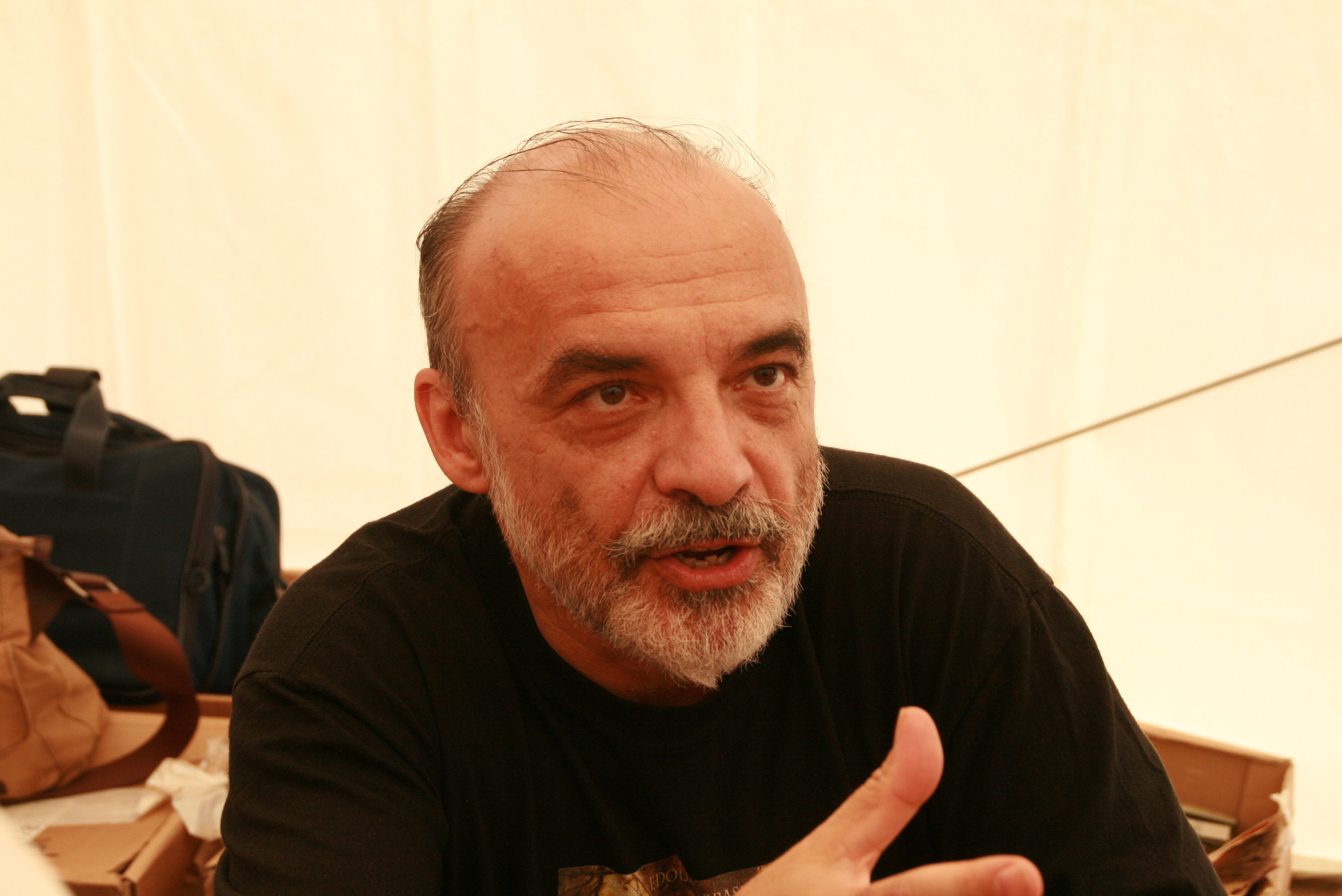
Édouard Brasey emploie beaucoup le néologisme « elficologie ».

Édouard Brasey le ré-utilise abondamment dans ses ouvrages, ajoutant que Petrus Barbygère est un « illustre maître en elficologie ». Le Traité de Faërie, qu'il a supervisé, est d'ailleurs sous-titré « Suivi d'autres recueils fameux de Féerie et d'Elficologie ». Les Chroniques Alfiques de l'elficologue Petrus Barbygère y sont citées comme lues, alors qu'il s'agit d'un livre fictif,,. Brasey qualifie certaines personnes d'elficologues à postériori, notamment Paracelse (pour son ouvrage consacré aux nymphes et aux sylphes), l'abbé Montfaucon de Villars, et Karl Grün (pour Les esprits élémentaires, paru en 1891). Auteur de très nombreux ouvrages sur la féerie, Édouard Brasey est également qualifié d'elficologue. Il crédite Ismaël Mérindol comme étant l'auteur du Traité de Faërie, lui attribuant le titre de premier elficologue de l'histoire. Ce prétendu changeling du XVe siècle est vraisemblablement un autre personnage fictif, inventé par Brasey.

### En bande dessinée
En 1998, l'ouvrage humoristique La Quête des réponses paru chez Delcourt contient des questions et réponses concernant les créatures légendaires, avec 16 leçons « pour décrocher son baccalauréat en elficologie ». Thierry Gloris et Jean-Paul Bordier ont publié une série de bande dessinée intitulée Souvenirs d'un Elficologue, chez Soleil Productions, entre 2009 et 2012. Le sixième tome de la série jeunesse Les Elfées, par Weissengel et Carrère chez Dargaud, comporte « un dossier pour tout savoir sur les « strygeurs » et les « elficologues » ».

#### Ouvrages de Pierre Dubois
- Pierre Dubois (ill. Roland et Claudine Sabatier), La Grande Encyclopédie des fées (1re éd. 1996) [détail des éditions]
- Pierre Dubois (ill. Claudine et Roland Sabatier), La Grande Encyclopédie des lutins (1re éd. 1992) [détail des éditions]
- Pierre Dubois (ill. Roland et Claudine Sabatier), La Grande Encyclopédie des elfes (1re éd. 2003) [détail des éditions]
- Pierre Dubois (ill. Roland et Claudine Sabatier), Leçons d'elficologie : géographie, histoire, leçons de choses, Paris, Hoëbeke, 2006, 119 p. (ISBN 978-2-84230-264-1).

#### Thèse
- [Budin 2016] Noemie Budin, « La Représentation du Petit Peuple dans la littérature francophone contemporaine pour adolescents : tradition et renouvellement féeriques depuis 1992 », Université de Lorraine, 2016.

#### Autres
- [Brasey 2005] Édouard Brasey, Le Guide du chasseur de fées, Le Pré aux Clercs, 2005, 140 p. (ISBN 978-2-84228-229-5).
- [de Montremy 2003] Jean-Maurice de Montremy, « L’elficologue », Livres Hebdo, no 531,‎ 24 octobre 2003, p. 170.
- [Mérindol 2009] Ismaël Mérindol, Traité de Faërie : Suivi d'autres recueils fameux de Féerie et d'Elficologie, Paris, Le Pré aux clercs, 2 avril 2009, 465 p. (ISBN 978-2-84228-359-9, lire en ligne).
- [Perrier 2004] Philippe Perrier, « Les rois de l'imaginaire - des elfes en particulier - Pierre Dubois », Revue des deux Mondes,‎ mars 2004, p. 109-113 (lire en ligne).
- [Tsaag Valren 2014] Tsaag Valren, « Elficologue, "ça sonne comme une science et ça pose son homme !" (P. Dubois) », ActuaLitté,‎ 6 mars 2014 (lire en ligne).